# Чандраян-5
Чандраян-5 (Lunar Polar Exploration Mission, LUPEX) (хинди चंद्र ध्रुवीय अन्वेषण मिशन) — лунная миссия, разрабатываемая Индийской организацией космических исследований (ISRO) и Японским агентством аэрокосмических исследований (JAXA), которая отправит луноход и посадочный модуль для исследования южного полюса Луны. JAXA предоставит ракету-носитель H3 и луноход, а ISRO будет отвечать за посадочный модуль.
Пуск станции намечен на 2028—2029 годы. Ранее в качестве дат запуска назывался 2024 год, 2025 год, 2026—2028 годы.

## История
В декабре 2017 года ISRO подписала Соглашение о реализации (IA) для предварительного этапа A, исследования фазы A и завершила технико-экономическое обоснование в марте 2018 года с Японским агентством аэрокосмических исследований (JAXA) для исследования полярных регионов Луны на предмет наличия воды с совместной лунной полярной исследовательской миссией (Чандраян-4), которая будет запущена к 2024 году.
ISRO и JAXA провели совместный обзор определения миссий (JMDR) в декабре 2018 года. К концу 2019 года JAXA завершило внутренний обзор готовности проекта.
Поскольку Чандраян-2 не смог осуществить мягкую посадку на Луну в сентябре 2019 года, Индия начала изучать новую лунную миссию, а именно Чандраян-3, как повторную попытку продемонстрировать возможности посадки, необходимые для LUPEX.
24 сентября 2019 года в совместном заявлении JAXA и NASA обсуждалась также возможность участия NASA.
JAXA завершила свой внутренний обзор системных требований (SRR) в начале 2021 года.
Реализация миссии, получившей название Чандраян-5, была официально одобрена руководством Индии в марте 2025 года.

## Обзор
Миссия Lunar Polar Exploration продемонстрирует новые технологии исследования поверхности, связанные с автономностью и выживанием в лунной ночи для устойчивого исследования Луны в полярных регионах. Для точной посадки он будет использовать алгоритм сопоставления характеристик и навигационное оборудование, полученное из миссии JAXA Smart Lander for Investigating Moon (SLIM). Грузоподъёмность спускаемого аппарата составит 350 кг как минимум. На луноходе будет несколько инструментов от JAXA и ISRO, в том числе буровая установка для сбора подземных проб с 1.5 м (4 футов 11 в) глубина. Поиск и анализ воды, вероятно, будут целями миссии. Предложения по полезной нагрузке можно запросить у других космических агентств.

## Полезные нагрузки
Несколько избранных японских инструментов наряду с инструментами-кандидатами Индии и приглашённым международным сотрудником JAXA.
- Наземный радар (GPR): подземное радарное наблюдение на расстоянии до 1,5 метров во время движения лунохода.
- Нейтронный спектрометр (NS): Подземное нейтронное (водородное) наблюдение на расстоянии до 1 метра во время движения лунохода.
- Усовершенствованный спектрометр формирования изображений Луны (ALIS):
- Экзосферный масс-спектрометр для LUPEX (EMS-L): измерение поверхностного давления газа и химических веществ.
- Анализатор воды REsourceInvestigation (REIWA): Комплект из четырёх инструментов.
  - Лунный термогравиметрический анализатор (LTGA): термогравиметрический анализ пробурённых проб на содержание воды.
  - Отражатель тройного отражения (TRITON): идентификация химических соединений летучих компонентов в пробурённых образцах на основе масс-спектрометрии.
  - Водный детектор, использующий оптический резонанс (ADORE): измерение содержания воды в пробурённых образцах на основе спектрометрии кольцевого резонатора.
  - Пакет анализа проб ISRO *: Минералогические и элементные измерения пробурённых проб. * Инструмент кандидата из Индии (ISRO).